# Gennaro Migliore
Gennaro Migliore (né le 21 juin 1968 à Naples) est un homme politique italien, ancien coordinateur national de Gauche, écologie et liberté, devenu membre du Parti démocrate.

## Biographie
Après avoir rejoint le Parti démocrate, il devient secrétaire d'État du gouvernement Renzi en janvier 2016 et est confirmé à ce poste au sein du gouvernement Gentiloni en décembre 2016.